# 이세건
이세건(1957년 2월 14일 ~ )은 대한민국의 기타리스트 겸 작곡가이자 피아니스트이기도 하다.

## 주요 이력
1975년 기타 연주가 첫 데뷔하였으며 1981년에 피아노 연주가로 데뷔한 그는 1984년 "MBC 문화방송 강변가요제"에서 보컬 그룹 "4막 5장"이 불러 대상을 받은 《J에게》라는 곡을 작사 및 작곡하여 작사가 겸 작곡가로 정식 데뷔하였다.

## 대표 작
| #  | 제목                 | 작사   | 편곡 | 재생 시간 |
| -- | -------------------- | ------ | ---- | --------- |
| 1. | 〈J에게〉            | 이세건 |      |           |
| 2. | 〈사랑은 이제 그만〉 | 이세건 |      |           |
| 3. | 〈 J 그대는〉        | 이세건 |      |           |
| 4. | 〈거짓같은 사랑〉    | 이세건 |      |           |

## 학력
- 서울재동국민학교
- 환일중학교
- 한성고등학교
- 중앙대학교 문예창작학과